# Morton S. Wilkinson

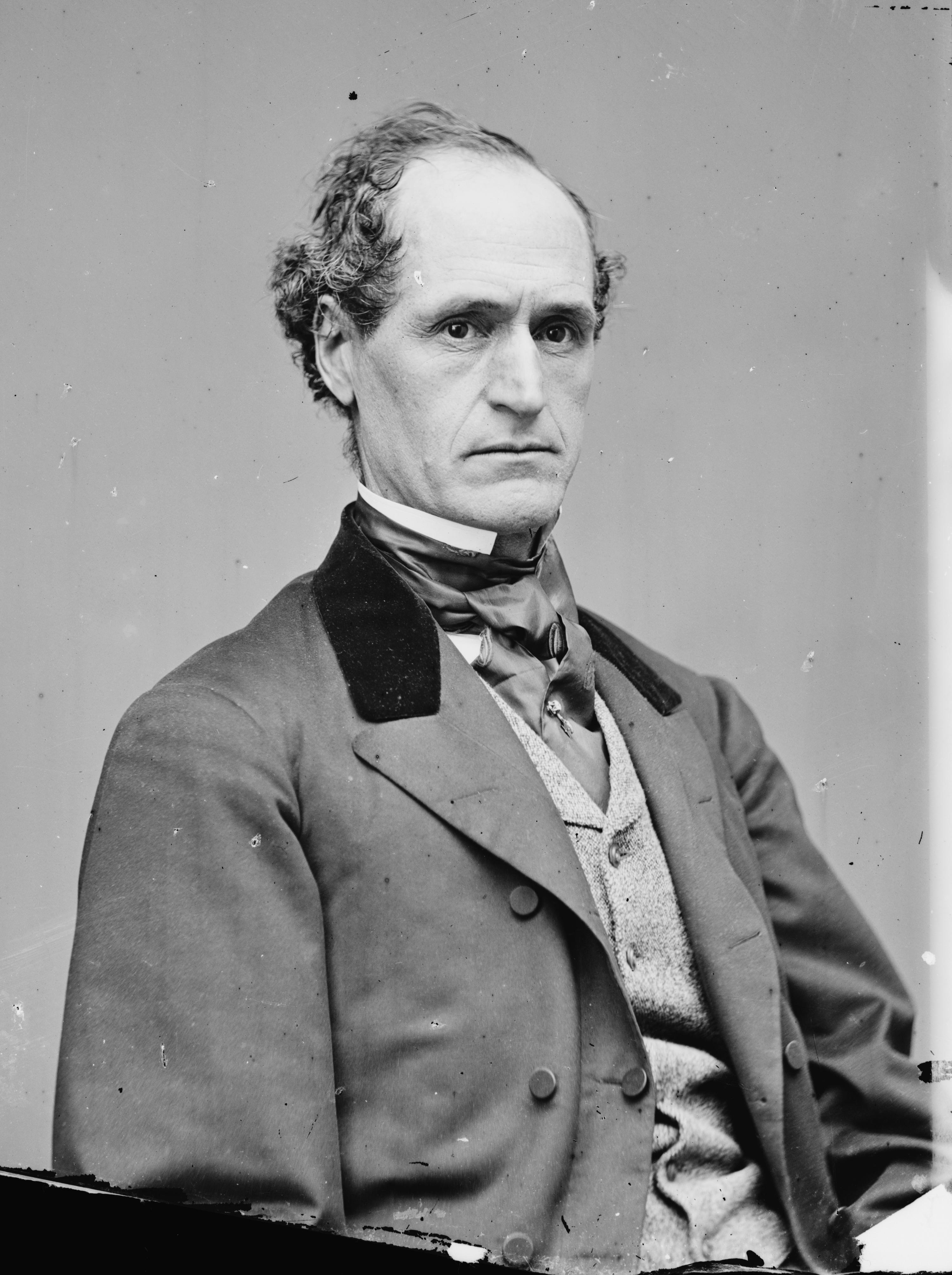
Morton S. Wilkinson

Morton Smith Wilkinson, född 22 januari 1819 i Onondaga County, New York, död 4 februari 1894 i Wells, Minnesota, var en amerikansk politiker. Han representerade delstaten Minnesota i USA:s senat 1859-1865.
Han inledde 1843 sin karriär som advokat i Michigan och flyttade 1847 till Stillwater, Minnesota och elva år senare till Mankato. Han var först medlem av whigpartiet och blev sedan republikan. Han valdes till senaten som republikanernas kandidat. Efter sex år i senaten lyckades Wilkinson inte bli omvald. Han var ledamot av USA:s representanthus 1869-1871. Han flyttade sedan till Wells, Minnesota och var ledamot av delstatens senat 1874-1877. Då hade han bytt parti till demokraterna.
Wilkinsons grav finns på Glenwood Cemetery i Mankato, Minnesota.